# Santuario histórico de Chacamarca
El Santuario histórico de Chacamarca es una área protegida que se ubica en los Andes Centrales en la provincia de Junín de la Región Junín en el Perú. Se extiende en la pampa de Junín o Bombón a 4105 m s. n. m. con una extensión de 2 500 ha. Fue creada el 7 de agosto de 1974 mediante decreto supremo Nº 0750-74-AG.
Chacamarca cuenta con restos arqueológicos, campo de batalla y monumento erigido en honor a los héroes de la batalla de Junín ocurrida el 6 de agosto de 1824 en el marco de la independencia del Perú, donde también se encuentra un museo de sitio.
El Monumento a los Vencedores de Junín fue realizada por el escultor alemán Edmund Moeller para conmemorar a los Vencedores de Junín que participaron en la batalla de Junín, fue declarado Patrimonio Histórico Artístico en 1996.

## Características

### Ecosistemas
El Santuario histórico de Chacamarca  tiene una extensión de 2 500.00 ha, que abarcan dos ecosistemas según lo identificado por el Inventario Nacional de Bofedales del Perú 2023 elaborado por el INAIGEM y del mapa de ecosistemas del MINAN 2019.
- Ecosistema Pajonal de Puna Húmeda

Presenta formaciones vegetales de césped de Puna constituido por hierbas con hojas diminutas y crecen al ras del suelo, también existen pajonales con elementos característicos que son las gramíneas. En el pajonal predominan especies de los géneros Festuca y Calamagrostis, conocidos localmente como “chillhuar” e “ichu”.

### Flora o Vegetación
La vegetación del Santuario Histórico corresponde al paisaje alto andino o Puna de los Andes Centrales; las principales comunidades vegetales que encontramos son  el pajonal denso de altura con bofedales u oconales y el césped de Puna. (Weberbauer 1945, Tovar, 1990).
A continuación presentamos una breve caracterización de los ambientes considerados en el Santuario Histórico:
a. Pajonal de Puna
En las colinas de suave pendiente y cerros circundantes, la vegetación dominante es el pajonal de puna, constituido por gramíneas de hojas duras y punzantes denominadas ichu, entre las que destacan: Festuca dolychophylla, Stipa ichu, Calamagrostis rigida, Calamagrostis recta además, en el estrato bajo existen otras plantas herbáceas.
b. Césped de Puna:
Esta dominado por plantas pequeñas de porte almohadillado y arrocetado. Entre las que destacan: Calamagrostris vicunarum, Carex equadorica, Bromus pitensis, Alchemilla pinnata, Scirpus rigidus, Astragalus sp, y en lugares más secos el garbancillo Astragalus garbancillo.
c. Bofedales u Oconales:
Aparecen en las zonas planas, en aquellos lugares donde hay afloramientos o pequeñas acequias de agua que entran al Santuario. La vegetación característica de estos lugares está constituida por las plantas de porte almohadillado como "champa" Distichia muscoides, "champa estrella" Plantago rigida, "pilli de humedal" Hypochaeris sp, "libro libro" Alchemilla diplophylla.

### Fauna

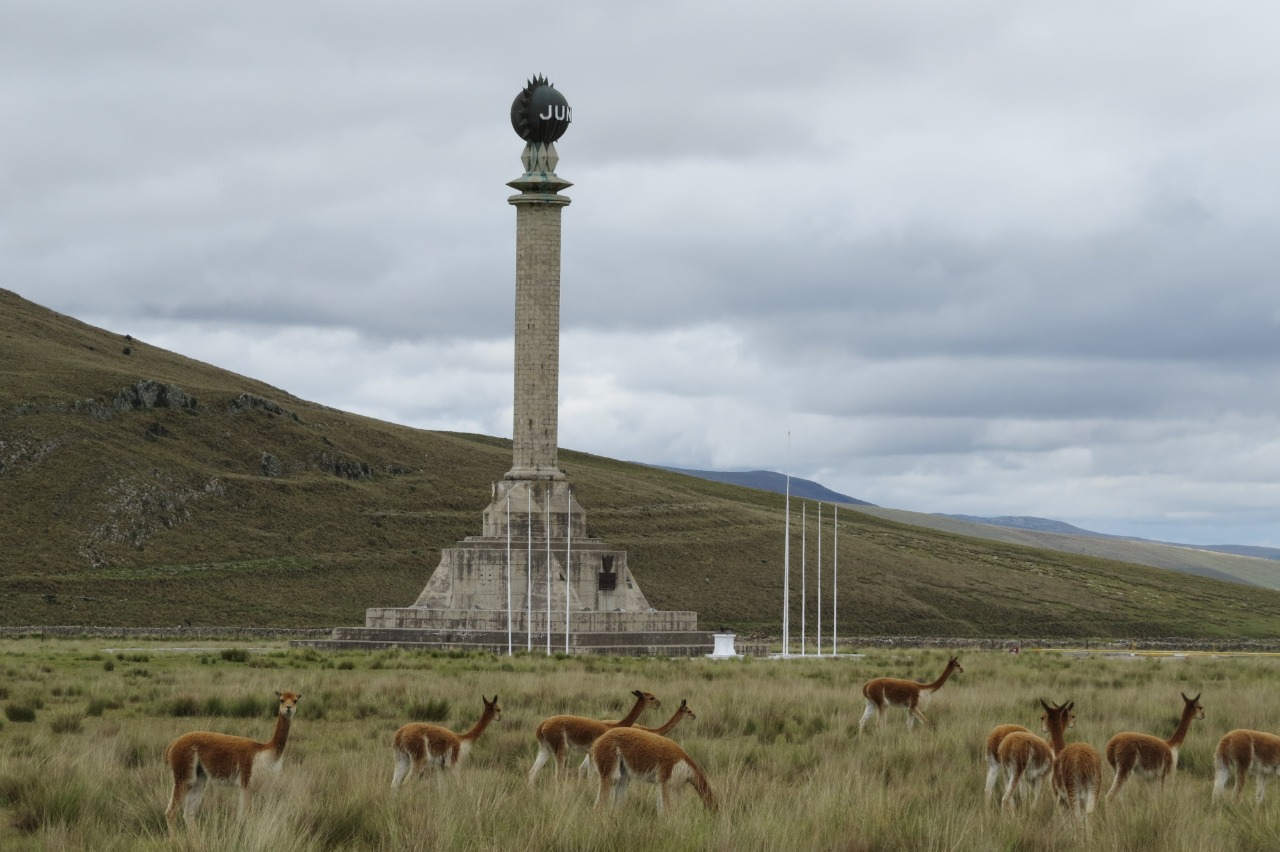
Vicuñas cerca al Monumento

El Santuario Histórico alberga una diversa población de aves entre las que se encuentran especies residentes y migratorias. Entre las aves de mayor importancia destaca la "perdiz de Puna"  Tinamontis pentlandii y la "huallata" Chloephaga melanoptera, por ser parte de la dieta de los pobladores locales y el "pito" Colaptes rupicola usado por sus cualidades medicinales, además se observan aves como: yanavico, lique lique, pamperos, churretes, triles, aguiluchos y varias especies de patos.
Los mamíferos son escasos en el ámbito del Santuario Histórico; entre los más representativos se encuentran la "vicuña" Vicugna vicugna, "zorro andino" Pseudalopex culpaeus, "zorrino" Conepatus chinga y "cuy silvestre" Cavia tschudi.